# Douglas Wyllie
Pour les articles homonymes, voir Wyllie.
Pas d'image ? Cliquez ici

a Compétitions nationales et continentales officielles uniquement.

b Matchs officiels uniquement.
Dernière mise à jour le 20 février 2024.
Douglas Wyllie, est né le 20 mai 1963 à Édimbourg (Écosse). C'est un joueur de rugby à XV qui a joué avec l'équipe d'Écosse, évoluant au poste de demi d'ouverture ou de centre. 

## Carrière
Douglas Wyllie dispute son premier test match avec l'équipe d'Écosse le 8 décembre 1984 contre l'équipe d'Australie. Il dispute son dernier test match le 19 mars 1994 contre l'équipe de France.
Il participe à la Coupe du monde 1987 (quatre matchs) et à la Coupe du monde 1991 (2 matchs).
Wyllie est deux fois capitaine du XV d'Écosse.
Il fait sa carrière en club avec le Stewart's Melville RFC.

## Palmarès
- 18 sélections (+ 8 non officielles)
- Test matchs par années : 1 en 1984, 2 en 1985, 6 en 1986, 1 en 1987, 1 en 1989, 3 en 1991, 1 en 1993, 4 en 1994
- Tournois des Cinq Nations disputés: 1985, 1987, 1994